# Minsk
Minsk (tiếng Belarus: Мінск, phát âm [mʲinsk]; tiếng Nga: Минск, [mʲinsk],Tiếng Việt phát âm: Min-xcơ) là thủ đô và thành phố lớn nhất của Belarus, nằm trên dòng chảy hai con sông Svislach và Nyamiha. Đóng vai trò thủ đô, Minsk có địa vị hành chính đặc biệt, vừa là thủ phủ của vùng Minsk (voblast) và raion (huyện) Minsk. Tính đến năm 2013, thành phố này có dân số 2.002.600 người. Minsk cũng là trụ sở hành chính Cộng đồng các Quốc gia Độc lập (CIS).
Những ghi chép cổ nhất nhắc đến Minsk có niên đại từ thế kỷ XVI (1067), khí nó là một phần của Công quốc Polotsk. Năm 1242, Minsk sáp nhập vào Đại công quốc Lietuva. Nó được ban cho đặc quyền thị trấn năm 1499.
Năm 1569, nơi đây trở thành thủ phủ của Województwo Minsk, Thịnh vượng chung Ba Lan-Litva. Minsk bị sáp nhập vào đế quốc Nga năm 1793, sau đợt phân chia Ba Lan lần II. Từ 1919 đến 1991, sau Cách mạng Tháng Mười, Minsk là Cộng hòa Xã hội chủ nghĩa Xô viết Byelorussia, Liên Xô.

## Địa lý

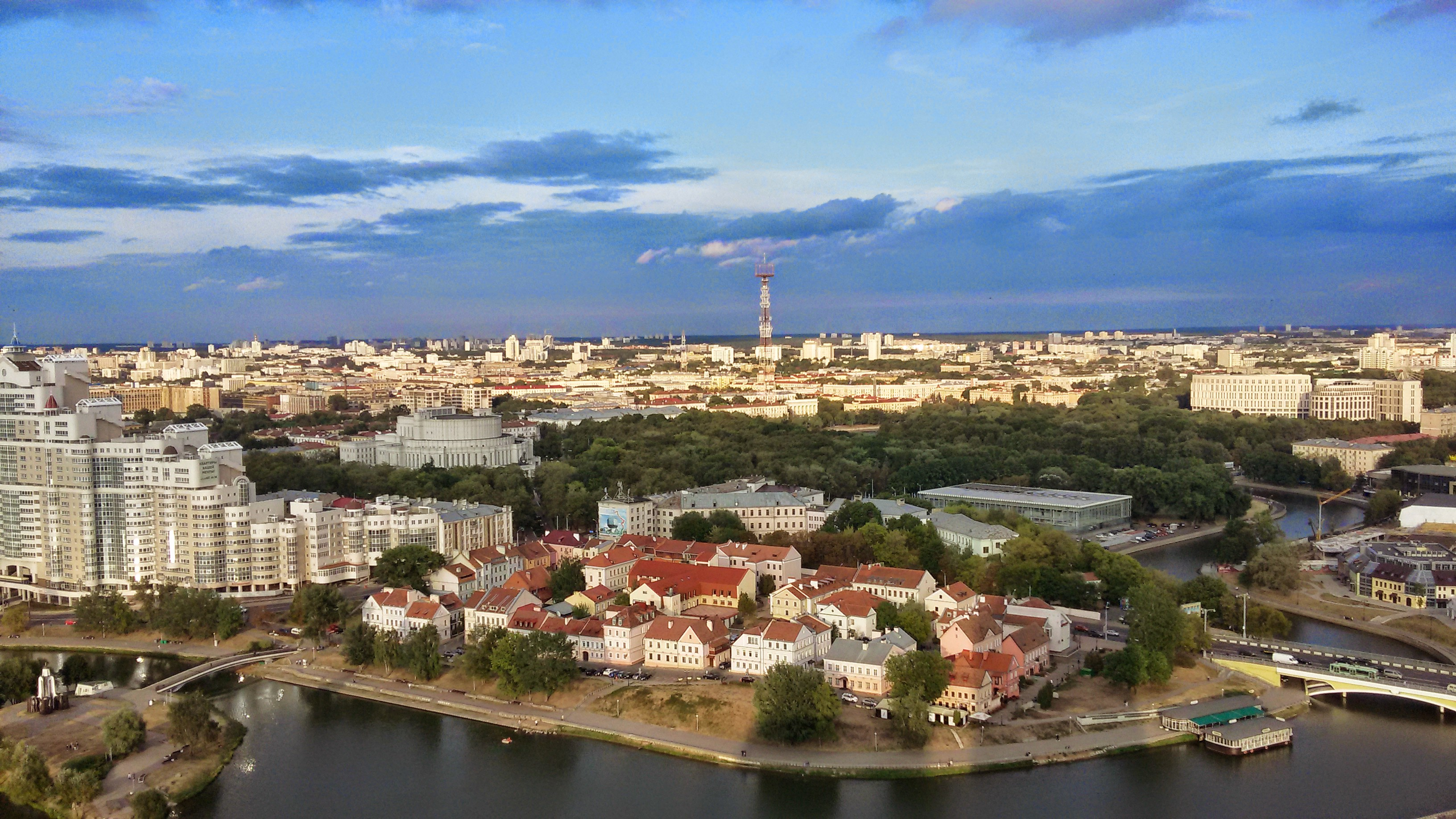
Minsk trông từ sông Svislach và Troitskoye Predmestye (một vùng ngoại ô)

Minsk tọa lạc bên sườn đông nam của dãy đồi Minsk, một vùng đồi thoải chạy từ phía tây nam (đoạn thượng lưu sông Neman) về phía đông bắc. Độ cao trung bình của thành phố là 220 mét (720 ft) trên mực nước biển. Địa mạo của Minsk được định hình nhờ hai kỷ băng hà gần đây nhất. Sông Svislach, chảy ngang qua thành phố theo chiều tây bắc-đông nam, nằm trong một urstromtal, tức một thung lũng sông cổ đại hình thành bằng nước chảy từ các dải băng đang tan vào kỷ băng hà mới nhất. Có sáu con sông nhỏ hơn khác chảy qua địa phận thành phố, cả sáu đều thuộc lưu vực biển Đen.
Minsk nằm trong vùng rừng hỗn giao đặc trưng chung cho Belarus. Những rừng thông và rừng hỗn giao giáp rìa thành phố, đặc biệt là ở mặt bắc và đông. Một phần rừng được giữ lại trong các công viên (ví dụ, trong công viên Chelyuskinites) khi thành phố lan rộng.

### Khí hậu
Minsk có khí hậu lục địa ẩm (phân loại khí hậu Köppen Dfb). Thành phố thường có sương mù, đặc biệt là vào mùa thu và mùa xuân.
| Dữ liệu khí hậu của Minsk               | Dữ liệu khí hậu của Minsk | Dữ liệu khí hậu của Minsk | Dữ liệu khí hậu của Minsk | Dữ liệu khí hậu của Minsk | Dữ liệu khí hậu của Minsk | Dữ liệu khí hậu của Minsk | Dữ liệu khí hậu của Minsk | Dữ liệu khí hậu của Minsk | Dữ liệu khí hậu của Minsk | Dữ liệu khí hậu của Minsk | Dữ liệu khí hậu của Minsk | Dữ liệu khí hậu của Minsk | Dữ liệu khí hậu của Minsk |
| Tháng                                   | 1                         | 2                         | 3                         | 4                         | 5                         | 6                         | 7                         | 8                         | 9                         | 10                        | 11                        | 12                        | Năm                       |
| --------------------------------------- | ------------------------- | ------------------------- | ------------------------- | ------------------------- | ------------------------- | ------------------------- | ------------------------- | ------------------------- | ------------------------- | ------------------------- | ------------------------- | ------------------------- | ------------------------- |
| Cao kỉ lục °C (°F)                      | 10.3 (50.5)               | 13.6 (56.5)               | 18.9 (66.0)               | 28.8 (83.8)               | 30.9 (87.6)               | 35.8 (96.4)               | 35.0 (95.0)               | 35.8 (96.4)               | 31.0 (87.8)               | 24.7 (76.5)               | 16.0 (60.8)               | 11.1 (52.0)               | 35.8 (96.4)               |
| Trung bình ngày tối đa °C (°F)          | −2 (28)                   | −0.8 (30.6)               | 4.5 (40.1)                | 12.8 (55.0)               | 18.9 (66.0)               | 22.4 (72.3)               | 24.3 (75.7)               | 23.6 (74.5)               | 17.5 (63.5)               | 10.3 (50.5)               | 3.6 (38.5)                | −0.6 (30.9)               | 11.2 (52.2)               |
| Trung bình ngày °C (°F)                 | −4.2 (24.4)               | −3.6 (25.5)               | 0.7 (33.3)                | 7.6 (45.7)                | 13.4 (56.1)               | 17.1 (62.8)               | 19.1 (66.4)               | 18.2 (64.8)               | 12.7 (54.9)               | 6.7 (44.1)                | 1.4 (34.5)                | −2.6 (27.3)               | 7.2 (45.0)                |
| Tối thiểu trung bình ngày °C (°F)       | −6.3 (20.7)               | −6 (21)                   | −2.6 (27.3)               | 2.9 (37.2)                | 8.3 (46.9)                | 12.2 (54.0)               | 14.4 (57.9)               | 13.4 (56.1)               | 8.7 (47.7)                | 3.8 (38.8)                | −0.5 (31.1)               | −4.5 (23.9)               | 3.7 (38.7)                |
| Thấp kỉ lục °C (°F)                     | −39.1 (−38.4)             | −35.1 (−31.2)             | −30.5 (−22.9)             | −18.4 (−1.1)              | −5 (23)                   | 0.0 (32.0)                | 4.3 (39.7)                | 1.7 (35.1)                | −4.7 (23.5)               | −12.9 (8.8)               | −20.4 (−4.7)              | −30.6 (−23.1)             | −39.1 (−38.4)             |
| Lượng Giáng thủy trung bình mm (inches) | 47 (1.9)                  | 40 (1.6)                  | 41 (1.6)                  | 43 (1.7)                  | 66 (2.6)                  | 79 (3.1)                  | 97 (3.8)                  | 71 (2.8)                  | 51 (2.0)                  | 55 (2.2)                  | 49 (1.9)                  | 47 (1.9)                  | 686 (27.0)                |
| Số ngày mưa trung bình                  | 11                        | 9                         | 11                        | 13                        | 18                        | 19                        | 18                        | 15                        | 18                        | 18                        | 17                        | 13                        | 180                       |
| Số ngày tuyết rơi trung bình            | 24                        | 21                        | 15                        | 4                         | 0.3                       | 0                         | 0                         | 0                         | 0.04                      | 3                         | 13                        | 22                        | 102                       |
| Độ ẩm tương đối trung bình (%)          | 86                        | 83                        | 77                        | 67                        | 66                        | 70                        | 71                        | 72                        | 79                        | 82                        | 88                        | 88                        | 77                        |
| Số giờ nắng trung bình tháng            | 44                        | 66                        | 134                       | 181                       | 257                       | 273                       | 269                       | 242                       | 165                       | 97                        | 36                        | 27                        | 1.790                     |
| Phần trăm nắng có thể                   | 18                        | 24                        | 37                        | 43                        | 52                        | 54                        | 53                        | 53                        | 43                        | 30                        | 14                        | 12                        | 40                        |
| Nguồn 1: Pogoda.ru.net                  |                           |                           |                           |                           |                           |                           |                           |                           |                           |                           |                           |                           |                           |
| Nguồn 2: Cục Khí tượng Thủy văn Belarus |                           |                           |                           |                           |                           |                           |                           |                           |                           |                           |                           |                           |                           |